# Rebuilt
Rebuilt é o álbum de estúdio do girl group americano Girlicious. O álbum foi lançado em 22 de novembro de 2010 pela Universal Music Canada. O álbum possui uma sonoridade focada no dance-pop enquanto possui elementos de R&B. A produção começou inicialmente no início de 2009, depois que a ex-integrante Tiffanie Anderson deixou o grupo citando diferenças pessoais entre as meninas.
Do álbum foram extraídos quatro singles e um single promocional; O primeiro foi, "Over You", que foi lançado em 5 de janeiro de 2010. A música alcançou o número 52 no Canadian Hot 100. "Maniac" foi lançado em 6 de abril de 2010 como o segundo single do álbum. A canção atingiu um ponto mais baixo do que seu número anterior de setenta e quatro. "Drank" foi lançado em 20 de julho de 2010 para o Canadá e para os Estados Unidos como uma canção promocional de Rebuilt, além de ser incluído na trilha sonora de Jersey Shore. O terceiro single do álbum, intitulado "2 In The Morning", alcançou um pico de trinta e cinco, dando ao grupo seu maior single desde "Stupid Shit". "Hate Love" foi lançado em 21 de fevereiro de 2011 para estações de rádio canadenses como quarto e último single do grupo no álbum.
Rebuilt foi o único álbum lançado após a saída do membro do grupo Tiffanie Anderson, e foi o último álbum lançado do grupo como um trio, e o último a ser lançado pelo próprio grupo.

## Antecedentes
Após a saída de Tiffanie Anderson em meados de 2009, o grupo começou a trabalhar em seu álbum seguinte depois de mudar da Geffen Records para a Universal Music Canada. O álbum apresenta mais de um gênero dance-pop enquanto possui elementos de R&B. O grupo explicou que eles escolheram mudar de gênero para que sua música refletisse com mais precisão seus gostos musicais, assim como eles mesmos. Durante a gravação do álbum, as garotas tiveram uma mão maior, desta vez explicando, "Nós temos uma mão maior no aspecto criativo deste álbum do que o primeiro. [...] Não havia uma pessoa na sala dizendo: 'isso é o que precisamos que seja'. Nós escolhemos as partes que queremos [...] cantar, o álbum refletirá mais sobre quem somos."

## Singles
"Over You" foi lançado como o primeiro single do álbum e foi enviado para as rádios canadenses em 25 de dezembro de 2009. Foi lançado no iTunes canadense em 5 de janeiro de 2010. O single atingiu o número 52 no Canadian Hot 100.
"Maniac" foi lançado como o segundo single em 6 de abril de 2010. A música ficou em setenta e quatro no Canadian Hot 100. A música foi incluída no Top 50 sérvio, onde foi listada para onze semanas e atingiu um pico de onze. O clipe que o acompanhava estreou em 4 de maio de 2010. As garotas participaram de um especial "On Set" com MuchMusic, onde o vídeo inicialmente estreou.
"Drank" foi lançado em 20 de julho de 2010 para lojas digitais no Canadá e nos Estados Unidos. Foi lançado como um single promocional da Rebuilt e é caracterizado como a faixa 11 na dição Deluxe no iTunes. A versão single apresenta um convidado verso do rap do artista Spose. A canção também foi apresentada no álbum na trilha sonora de Jersey Shore sem o verso de Spose.
"2 in the Morning" foi lançado como o terceiro single do álbum em 31 de agosto de 2010. A música chegou a um pico de trinta e cinco no Hot 100 canadense, tornando-se sua música mais alta desde "Stupid Shit". O single também foi lançado nos Estados Unidos em 31 de agosto de 2010. Uma versão de remix da canção "2 In the Morning" (Harper & Brother Mix) foi lançada no Canadá em 11 de janeiro de 2011.
"Hate Love" foi lançado como o quarto e último single do álbum em 21 de fevereiro de 2011. A canção estreou no número 44 no Canadian Airplay Chart na semana de 14 de março, e depois chegou ao número 26 na parada. Na semana de 2 de abril, a canção finalmente estreou no Canadian Hot 100 no número 97. A música atingiu o pico de 59.

## Faixas
| Edição Padrão |                           | |         |  |
| N.º           | Título                    | Compositor(es) | Duração |  |
| 1.            | "Face the Light"          | Beau Dozier, Stacy Barthe & Corey Chorus | 3:51    |  |
| 2.            | "Maniac"                  | Brent Paschke, Drew Ryan Scott & Joacim Persson | 3:14    |  |
| 3.            | "Grinding"                | Beau Dozier, Nichole Cordova, Chrystina Sayers & Natalie Mejia | 3:41    |  |
| 4.            | "2 in the Morning"        | Nichole Cordova, Alex Joerge Christensen, Peter Koenemann, Sergej Zhukow, Alexei Poteschin, Robert T. Gerongco, Samuel T. Gerongco, Damon Reinagle, Jimmy Burney II & Jedediah Harper | 3:16    |  |
| 5.            | "Unlearn Me"              | August Rigo | 3:54    |  |
| 6.            | "Wake Up"                 | Beau Dozier, Nichole Cordova & Chrystina Sayers | 3:28    |  |
| 7.            | "Sorry Mama (Intro)"      | Brent Paschke, Drew Ryan Scott, Nichole Cordova & Chrystina Sayers | 1:44    |  |
| 8.            | "What My Mama Don't Know" | Brent Paschke, Drew Ryan Scott, Nichole Cordova, Chrystina Sayers & Natalie Mejia | 3:40    |  |
| 9.            | "Over You"                | August Rigo, Alex Lacasse & Mike Lorello | 3:29    |  |
| 10.           | "Hate Love"               | Josh Ramsay, Mike Lorello | 3:16    |  |

| Faixas bônus da edição Deluxe no iTunes |                                              |                                                                                   |         |  |
| N.º                                     | Título                                       | Compositor(es)                                                                    | Duração |  |
| 11.                                     | "Drank" (.5 Mix) (com participação de Spose) | Brent Paschke, Drew Ryan Scott, Nichole Cordova, Chrystina Sayers & Natalie Mejia | 3:36    |  |
| 12.                                     | "These Arms"                                 | Alex Lacasse & Mike Lorello                                                       | 3:51    |  |
| 13.                                     | "Game Over"                                  | Josh Ramsay                                                                       | 2:53    |  |
| 14.                                     | "Maniac" (Cajjmere Wray Mix)                 |                                                                                   | 3:48    |  |
| 15.                                     | "Maniac" (videoclipe)                        |                                                                                   | 3:13    |  |